# Mantura cylindrica
Mantura cylindrica es una especie de insecto coleóptero de la familia Chrysomelidae. Fue descrita científicamente en 1880 por Miller.